# Николаева, Анна Емельяновна
Анна Емельяновна Николаева (13 октября 1918, д. Холомерье, Витебская область — 28 мая 2012) — работница советского сельского хозяйства, доярка, Герой Социалистического Труда (1966).
В 1959-72 доярка совхоза «Рудаково» Витебского района. Звание Героя присвоено в 1966 за успехи в повышении продуктивности буйного рогатого скота и проявленную инициативу в распространении передового опыта. Депутат Верховного Совета СССР в 1970-74.